# Зайцев Юрій Олександрович
Ю́рій Олекс́андрович За́йцев — полковник, Державна прикордонна служба України. Лицар Ордену Богдана Хмельницького.
З 2014 по 2016 рік — начальник Донецького прикордонного загону.

## Нагороди
15 липня 2014 року — за особисту мужність і героїзм, виявлені у захисті державного суверенітету та територіальної цілісності України, вірність військовій присязі під час російсько-української війни, відзначений — нагороджений орденом Богдана Хмельницького III ступеня.